# Naiwny i sentymentalny kochanek
Naiwny i sentymentalny kochanek (ang. The Naïve and Sentimental Lover) – to jedyna powieść Johna le Carré, która nie porusza tematu szpiegostwa i związanych z nim dylematów moralnych. Międzynarodowe intrygi oraz walka wywiadów ustępuje miejsca przedstawieniu zawikłanych relacji między trojgiem głównych bohaterów.

## Fabuła
Aldo Cassidy jest flegmatycznym pośrednikiem w handlu nieruchomościami, którego główną pasją jest praca. Podczas oglądania następnego zakupu, posiadłości w Somerset, nieoczekiwanie spotyka „dzikich lokatorów”: pisarza Shamusa i jego piękną żonę Helen.
Aldo zakochuje się w nich. Jest oczarowany ich podejściem do życia, które mu szczerze imponuje. 
Z biegiem czasu coraz bardziej pogrąża się w wir spontanicznej lekkomyślności, miłości i obsesji. 